# Anchiornis
Anchiornis – rodzaj niewielkiego teropoda należącego do kladu Paraves. Jego szczątki odkryto na zachodzie chińskiej prowincji Liaoning. Holotyp (IVPP V14378), zawierający niemal kompletny szkielet pozaczaszkowy należący prawdopodobnie do osobnika młodocianego, został opisany jako pochodzący z rzecznych osadów o bliżej nieokreślonym wieku, datowanych na jurę lub kredę. W 2009 roku odkryto niemal kompletny szkielet drugiego osobnika (LPM-B00169), pochodzący ze skał formacji Tiaojishan, datowanych na oksford, około 155 mln lat lub 160,5 mln lat. Stan zachowania piór pozwolił na odtworzenie barwy upierzenia niemal całego ciała anchiornisa.
Rodzaj ten obejmuje jeden gatunek – Anchiornis huxleyi. Nazwa rodzajowa, oznaczająca „bliski ptakom”, pochodzi od słów anchi („bliski”) oraz ornis („ptak”), zaś epitet gatunkowy honoruje brytyjskiego paleontologa i ewolucjonistę Thomasa Henry'ego Huxleya. Anchiornis, mierzący według szacunków 34 cm długości i ważący 110 gramów, jest najmniejszym znanym teropodem nienależącym do Aves, mniejszym nawet od niektórych bazalnych ptaków, takich jak Archaeopteryx (ale zobacz niżej).

## Morfologia
Xu i współpracownicy zauważają, że jedną z głównych cech odróżniających ptaki od nieptasich teropodów są masywniejsze kończyny przednie, zapewniające większą powierzchnię nośną i w konsekwencji umożliwiające lot. Kończyny przednie anchiornisa osiągały 80% długości tylnych, kość ramienna była równie gruba i długa jak udowa, a ręka o 30% dłuższa od kości udowej. Nadgarstek anchiornisa budową bardziej przypominał nadgarstki ptaków niż nieptasich teropodów. Sugeruje to gwałtowną ewolucję budowy nadgarstka u przedstawicieli Avialae. Drugi odkryty osobnik jest bardziej kompletny od holotypu. Wykazuje wiele cech występujących również u troodontów. Podobnie jak Mei, Anchiornis miał m.in. duże nozdrza zewnętrzne, rozciągające się za przednią granicę otworu przedoczodołowego i zęby niemające piłkowania (cecha ta występowała także u innego troodonta – byronozaura). Niektóre cechy budowy czaszki anchiornisa nie występowały u innych troodontów, były za to obecne u dromeozaurów. Szkielet pozaczaszkowy wykazywał kilka cech występujących u Troodontidae, ale również u archeopteryksa i niektórych dromeozaurów.

### Pióra
U holotypu zachowały się jedynie odciski piór, przez co ich dokładna struktura nie mogła zostać zbadana, podczas gdy u LPM-B00169 – niemal całe upierzenie. Pióra pokrywały zarówno przednie, jak i tylne kończyny anchiornisa, sprawiając, że podobnie jak Microraptor miał on dwie pary skrzydeł. Na przednich skrzydłach znajdowało się 11 lotek pierwszego rzędu i 10 – drugiego. Ich budowa i wielkość były zbliżone, w przeciwieństwie do piór mikroraptora, którego lotki pierwszego rzędu były większych rozmiarów niż drugorzędowe, miały też większe stosiny oraz asymetryczne chorągiewki. Pióra pokrywały także kończyny tylne anchiornisa – na wysokości piszczeli znajdowało się 12–13 piór, a śródstopia – 10–11. Bardzo krótkie pióra znajdowały się na paliczkach – Anchiornis jest pierwszym prehistorycznym zwierzęciem, u którego stwierdzono obecność takiej cechy. Resztę ciała pokrywało upierzenie puchowe, jedynie w tylnej części ogona znajdowały się sterówki. W 2019 roku wykazano, że pióra były zbudowane  z beta-kreatyny i alfa-keratyny, ale przeważała alfa-keratyna.

#### Ubarwienie
Doskonały stan zachowania piór anchiornisa pozwolił zbadać rozkład melanosomów, organelli odpowiadających za barwę piór zwierzęcia. Metodą analizy porównawczej odtworzono ubarwienie, jakie posiadał żywy Anchiornis. Choć ta metoda była już wcześniej stosowana, aby odtworzyć kolor piór na ogonie sinozauropteryksa, to po raz pierwszy udało się poznać barwę upierzenia całego ciała dinozaura (z wyjątkiem ogona, który się nie zachował). Pióra pokrywające ciało były szare, wieńczący głowę czubek był czerwonobrązowy, a lotki pokrywające kończyny - białe z wyraźnymi czarnymi pasami, nadając anchiornisowi ubarwienie przypominające niektóre współczesne dzięcioły.

## Filogeneza
Analiza filogenetyczna przeprowadzona przez Xu i współpracowników klasyfikuje anchiornisa jako najbardziej bazalnego przedstawiciela Avialae. Do grupy tej włączone zostały także m.in. Confuciusornis i Rahonavis, klasyfikowany przez niektórych w rodzinie Dromaeosauridae. Badania dowiodły także monofiletycznego charakteru Avialae. Analiza przeprowadzona przez Hu i współpracowników po odkryciu drugiego, niemal kompletnego okazu, umiejscowiła anchiornisa u podstawy drzewa filogenetycznego troodontów – jedynym bardziej bazalnym taksonem jest Sinovenator. Anchiornis ma również kilka cech typowych dla bazalnych Avialae i dromeozaurów – w szczególności kończyny przednie, znacząco dłuższe niż u innych troodontów. Z kolei z analizy kladystycznej przeprowadzonej przez Xu i współpracowników (2011) – wykorzystującej metodę największej parsymonii – wynika, że Anchiornis był siostrzany do rodzaju Xiaotingia; te dwa rodzaje tworzą z kolei klad siostrzany do kladu obejmującego rodzaje Archaeopteryx i Wellnhoferia, a klad obejmujący te cztery rodzaje (autorzy na jego określenie używają nazwy Archaeopterygidae) był siostrzany do kladu obejmującego rodziny Dromaeosauridae i Troodontidae. Wyniki tej analizy sugerują, że Anchiornis, Xiaotingia, Archaeopteryx i Wellnhoferia były bliżej spokrewnione z deinonychozaurami niż ze współczesnymi ptakami. Nieuwzględnienie Xiaotingia w analizie sprawia, że na drzewie filogenetycznym Anchiornis zajmuje miejsce taksonu siostrzanego dla kladu Dromaeosauridae + Troodontidae.
Lee i Worthy na tej samej matrycy danych, co Xu i in., przeprowadzili kolejne analizy filogenetyczne, opierające się z kolei na metodzie największego prawdopodobieństwa i wnioskowania bayesowskiego. Archaeopteryx i Wellnhoferia zajmują w nich pozycję wewnątrz Avialae, a nie Deinonychosauria, natomiast Xiaotingia i Anchiornis tworzą klad u podstawy drzewa filogenetycznego Troodontidae – również ta pozycja jest jednak słabo wspierana. Podobny wynik przyniosła również oparta na innej macierzy danych analiza Turnera i in. (2012).
Według analizy Agnolína i Novasa (2013) Anchiornis nie należał do Troodontidae, lecz był taksonem siostrzanym do rodzaju Xiaotingia, razem z którym tworzył klad siostrzany do ptaków (tj. najmniejszego kladu obejmującego rodzaj Archaeopteryx i grupę Neornithes); klad obejmujący ptaki oraz rodzaje Anchiornis i Xiaotingia jest według tej analizy blisko spokrewniony z unenlagiami i grupą Microraptoria (obejmującą m.in. mikroraptora i sinornitozaura). Również z analiz filogenetycznych przeprowadzonych przez Godefroita i współpracowników (2013) oraz Lee i współpracowników (2014) wynika, że Anchiornis był bliżej spokrewniony z ptakami niż z rodzinami Troodontidae i Dromaeosauridae; według tych analiz był on taksonem siostrzanym do ptaków. Analizy te nie potwierdziły natomiast, że klad obejmujący ptaki i rodzaj Anchiornis jest bliżej spokrewniony z unenlagiami, mikroraptorem i sinornitozaurem niż z innymi taksonami tradycyjnie zaliczanymi do rodziny Dromaeosauridae.

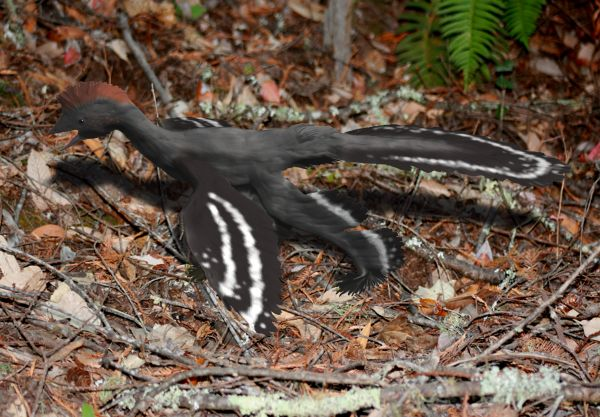
Rekonstrukcja

Inny rezultat dała analiza filogenetyczna przeprowadzona przez Lefèvre'a i współpracowników (2017). Z analizy tej wynika, że Anchiornis jest bazalnym przedstawicielem kladu Paraves nienależącym do kladu Eumaniraptora (obejmującego dromeozaury, troodony i ptaki); według tej analizy Anchiornis jest taksonem siostrzanym do Eumaniraptora.

## Paleobiologia
Anchiornis miał wyjątkowo długie jak na przedstawiciela Troodontidae kończyny przednie – ich długość stanowiła 80% długości kończyn tylnych. Podobne wartości występowały u wczesnych ptaków, takich jak Archaeopteryx. Budowa nadgarstka była bardziej zaawansowana niż u teropodów spoza grupy Avialae, dlatego Xu i współpracownicy początkowo nie wykluczyli zdolności anchiornisa do lotu. Mimo długich kończyn przednich, cechy często uznawanej za wyznacznik umiejętności latania, jego lotki nie miały takich przystosowań aerodynamicznych, jak te występujące np. u mikroraptora i bazalnych ptaków. Budowa kończyn tylnych anchiornisa sugeruje, że był zdolny do szybkiego biegania, jednak obecność na nich długich piór nie jest powszechna u zwierząt biegających. U ptaków i ssaków prowadzących taki tryb życia występuje tendencja do redukcji lub całkowitej utraty piór lub włosów na kończynach dolnych. Jednak według Dececchiego i Larssona (2011) w sytuacji, gdy nogi anchiornisa i innych przedstawicieli Paraves nie były wyprostowane, pióra rosnące ich na śródstopiu znajdowały się bez przerwy w kontakcie z podłożem i były narażone na uszkodzenie. Ich zdaniem postawę wyprostowaną łatwiej byłoby utrzymać tym maniraptorom, jeśli były one biegającymi zwierzętami naziemnymi; współczesne nadrzewne ptaki i ssaki często przykucają, zginając przy tym kończyny, aby zmniejszyć dystans między środkiem ciężkości ciała a podłożem, co ułatwia im wspinanie się po drzewach. W 2017 r. opisano kilka kolejnych okazów Anchiornis. Opuszki stóp zawierają małe skamieniałe łuski. 

## Karmienie
W 2018 roku znaleziono w jego skamielinie wypluwki. Uznano, że anchiornis był najstarszym znanym teropodem, który je produkował. Odkryte wypluwki mogą sugerować, że układ pokarmowy podstawowych dinozaurów z kladu Paraves był podobny do układu współczesnych ptaków.  